# Relleu (kommunhuvudort)
Relleu är en kommunhuvudort i Spanien.   Den ligger i provinsen Provincia de Alicante och regionen Valencia, i den östra delen av landet, 400 km sydost om huvudstaden Madrid. Relleu ligger 431 meter över havet och antalet invånare är 987.
Terrängen runt Relleu är huvudsakligen kuperad, men åt nordost är den bergig. Runt Relleu är det ganska tätbefolkat, med 166 invånare per kvadratkilometer. Närmaste större samhälle är Benidorm, 16,6 km öster om Relleu. Omgivningarna runt Relleu är i huvudsak ett öppet busklandskap.